# Kriminalita v Ománu
Míra kriminality v Ománu je nízká ve srovnání s vyspělými průmyslovými zeměmi. Počet případů vážných trestných činů je také nízký. Občas jsou hlášeny případy drobné kriminality jako například vloupání nebo krádež majetku zahraničních turistů. Ministerstvo zahraničních věcí Velké Británie (Foreign and Commonwealth Office, FCO) popisuje situaci v Ománu jako "celkově dobrou". Množství případů pouličního zločinu je rovněž nízký. K násilným trestným činům dochází, ale v porovnání se Spojenými státy je tento počet extrémně nízký.
Omán je cílovým místem především pro muže a ženy ze zemí Jižní Asie, jde tedy o lidi z Bangladéše, Indie, Srí Lanky a Pákistánu migrujících dobrovolně, ale část z nich se stává oběťmi obchodu s lidmi, když se podrobí podmínkám nedobrovolného otroctví a pracují jako dělníci. Špatné zacházení zahrnuje nevyplácení mezd, omezení pohybu, zadržování cestovních pasů, výhrůžky a psychické a sexuální zneužívání. Omán je taktéž cílovou destinací pro obchodované ženy z Asie, východní Evropy a severní Afriky za účelem komerčního sexuálního vykořisťování.
Australské Ministerstvo zahraničních věcí a obchodu (Department of Foreign Affairs and Trade, DFAT) a Ministerstvo zahraničních věcí Velké Británie referovaly o lidech, představujících sebe sama jako zaměstnance Ministerstva zdravotnictví, kteří kontaktovali soukromníky ohledně očkování proti ptačí chřipce. Ománské Ministerstvo zdravotnictví však žádnou podobnou službu neposkytuje. Tito podvodníci nepodávají žádné očkovací vakcíny, nýbrž drogy, po kterých lidé upadnou do bezvědomí a mohou být okradeni.
Co se týče hrozby teroristického útoku, DFAT doporučuje cizincům vysoký stupeň obezřetnosti z důvodu velké hrozby takovéhoto útoku.
Obchod s drogami je celkově nízký. V roce 1995 bylo zadrženo 6,2 kilogramu heroinu, což byl roční narůst o jeden kilogram. Omán proto ustanovil výbor dohlížející na drogové záležitosti. Omán má dobře organizovanou jednotku pro kontrolu drog a je součástí konvence o psychotropických látkách od roku 1971.
Podle údajů Interpolu poklesla v letech 1995 až 2000 míra vražd v zemi z 0,94 na 0,91 na 100 000 obyvatel, procentuálně tedy 3,2% pokles. Míra znásilnění taktéž klesla, a to o 16,4 %. Míra krádeží ovšem vzrostla o 108,1 %. Zatímco v roce 1995 byla míra 1,24 na 100 000 obyvatel, v roce 2000 to bylo 2,58 na 100 000 obyvatel. Podobně se tak dělo u míry trestného činu napadení (10,7 %), vloupání (57,7 %), rozkrádání (317,8 %) a krádeže motorových vozidel (112,2 %).